# Martin Moszkowicz

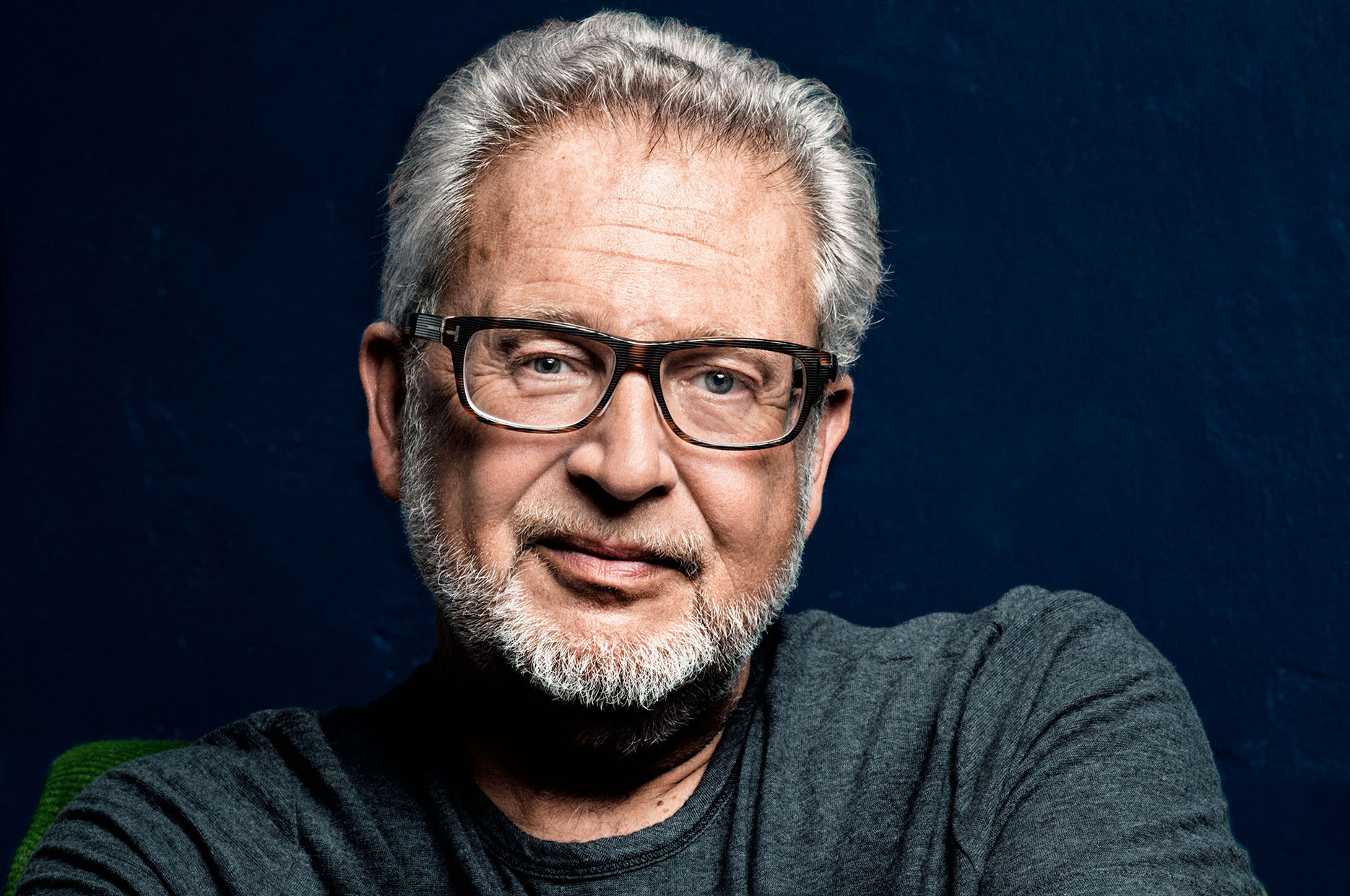
Martin Moszkowicz (2018)

Martin Moszkowicz (* 25. April 1958) ist ein deutscher Filmproduzent und war bis zum 1. März 2024 Vorsitzender des Vorstandes der Constantin Film AG. Als Produzent, Executive Producer, Co-Produzent hat er zahlreiche national und international erfolgreiche Spielfilme verantwortet und war an über 300 Produktionen beteiligt. Am 6. März 2019 wurde Martin Moszkowicz zudem zum Honorarprofessor der Hochschule für Fernsehen und Film München ernannt.

## Leben
Moszkowicz studierte bis 1980 an der Ludwig-Maximilians-Universität München. Danach arbeitete er als Production Manager, Line Producer und Produzent bei zahlreichen Film-Produktionen weltweit mit. Ab 1985 war er Produzent und Geschäftsführer bei der M P Film GmbH in München. Von 1991 an war er bei der Constantin Film als Produzent und von 1996 bis zum Börsengang 1999 auch als Geschäftsführer tätig. Als Produzent hat er bei über 300 Kinofilmen und zahlreichen Fernsehproduktionen mitgewirkt. So unter anderem 2006 bei der Produktion des Filmes Das Parfum – Die Geschichte eines Mörders.
Im November 2023 gab Constantin Film bekannt, dass Moszkowicz seinen Vertrag auf eigenen Wunsch zum 29. Februar 2024 auslaufen lassen wird und danach als freier Produzent für das Unternehmen arbeiten wird. Sein designierter Nachfolger als Verleihchef der Constantin Film ist Oliver Berben. 2024 erhielt Moszkowicz den Carl Laemmle Produzentenpreis für sein Lebenswerk zuerkannt.
Am 25. April 2022 erhielt Moszkowicz in Las Vegas für seine kontinuierliche Arbeit auf dem internationalen Filmmarkt den CinemaCon ‘Career Achievement in Film Award.’
Martin Moszkowicz hat u. a. die folgenden Auszeichnungen erhalten: Variety's Billion Dollar Producer, Variety's Achievement in international Film Award.
Am 18. Dezember 2024 wurde Martin Moszkowicz zum achten Mal in Folge in die Variety500 aufgenommen, einen Index der 500 einflussreichsten Führungskräfte, die die globale Medienindustrie prägen.
Er ist der Sohn des Regisseurs Imo Moszkowicz. Seit 1999 ist er mit Doris Dörrie liiert. Er lebt in München.

## Filmografie
- 1980: Inflation im Paradies (Regie: Niki Müllerschön) – Produzent
- 1982: Der Fan (Regie: Eckhart Schmidt) – Produzent
- 1983: Das Gold der Liebe (Regie: Eckhart Schmidt) – Produzent
- 1983: Hiobs Revolte (Regie: Imre Gyöngyössy, Barna Kabay) – Koproduzent
- 1984: Ein irres Feeling (Regie: Niki Müllerschön) – Produzent
- 1984: Der Havarist (Regie: Wolf-Eckhart Bühler) – Executive Producer
- 1984: Schulmädchen ’84 (Regie: Niki Müllerschön) - Produzent
- 1984: Annas Mutter (Regie: Burkhart Driest) – Executive Producer
- 1984: Danger – Keine Zeit zum Sterben (Regie: Helmut Ashley) – Executive Producer
- 1985: Alpha City – Abgerechnet wird nachts (Regie: Eckhart Schmidt) – Produzent
- 1985: Orfeo (Regie: Claude Goretta) – Produzent
- 1985: Die Küken kommen (Regie: Eckhart Schmidt) – Produzent
- 1987: Hatschipuh (Regie: Ulrich König) – Produzent
- 1988: Rote Rosen für ein Callgirl (Rose Tattoo) (Regie: Bobby Suarez) – Produzent
- 1988: Die Venusfalle (Regie: Robert van Ackeren) – Produzent
- 1990: Rosamunde (Regie: Egon Günther) – Koproduzent
- 1991: Manta Manta (Regie: Wolfgang Büld) – Produzent
- 1991: Salz auf unserer Haut (Regie: Andrew Birkin) – Produzent
- 1992: Ein Fall für TKKG: Drachenauge (Regie: Ulrich König) – Executive Producer
- 1993: Der Zementgarten (Regie: Andrew Birkin) – Executive Producer
- 1993: Mr. Bluesman (Regie: Sönke Wortmann) – Koproduzent
- 1993: Body of Evidence (Regie: Uli Edel)
- 1993: Das Geisterhaus (Regie: Bille August) – Koproduzent
- 1994: Der bewegte Mann (Regie: Sönke Wortmann) – Executive Producer
- 1994: Voll normaaal (Regie: Ralf Hüttner) – Executive Producer
- 1996: Das Superweib (Regie: Sönke Wortmann) – Produzent
- 1996: Das Mädchen Rosemarie (TV, Regie: Bernd Eichinger) – Executive Producer
- 1996: Die Halbstarken (TV, Regie: Urs Egger) – Koproduzent
- 1996: Charleys Tante (TV, Regie: Sönke Wortmann) – Executive Producer
- 1997: Fräulein Smillas Gespür für Schnee (Regie: Bille August) – Produzent
- 1997: Die drei Mädels von der Tankstelle (Regie: Peter F. Bringmann) – Produzent
- 1997: Prinz Eisenherz (Regie: Anthony Hickox) – Co-Executive Producer
- 1997: Ballermann 6 (Regie: Gernot Roll / Tom Gerhardt) – Produzent
- 1997: Es geschah am hellichten Tag (TV, Regie: Nico Hofmann) – Executive Producer
- 1997: Der Campus (Regie: Sönke Wortmann) – Produzent
- 1998: Opernball (TV, Regie: Urs Egger) – Produzent
- 1998: Bin ich schön? (Regie: Doris Dörrie) – Produzent
- 1998: Leslie Nielsen ist sehr verdächtig (Regie: Pat Proft) – Executive Producer
- 1999: Der große Bagarozy (Regie: Bernd Eichinger) – Koproduzent
- 1999: Hausmeister Krause – Ordnung muss sein (TV, Regie: Tom Gerhardt, Hermann Weigel) – Produzent
- 1999: Time Share (Regie: Sharon von Wietersheim)
- 2000: Harte Jungs (Regie: Marc Rothemund) – Koproduzent
- 2000: Erkan & Stefan (Regie: Michael Bully Herbig) – Koproduzent
- 2000: The Calling (Regie: Richard Caesar) – Produzent
- 2000: Schule (Regie: Marco Petry)
- 2000: Die Nebel von Avalon (TV, Regie: Uli Edel)
- 2000: Freche Biester! (Regie: Melanie Mayron)
- 2000: Thema Nr. 1 (Regie: Maria Bachmann)
- 2001: Vera Brühne (TV, Regie: Hark Bohm) – Executive Producer
- 2001: Nirgendwo in Afrika (Regie: Caroline Link) – Koproduzent
- 2001: Der Schuh des Manitu (Regie: Michael Bully Herbig)
- 2001: Mädchen, Mädchen (Regie: Dennis Gansel)
- 2001: Erkan und Stefan gegen die Mächte der Finsternis (Regie: Axel Sand) – Koproduzent
- 2001: Sass (Regie: Carlo Rola) – Executive Producer
- 2001: Knallharte Jungs (Regie: Granz Henman) – Executive Producer
- 2004: Resident Evil: Apokalypse (Regie: Alexander Witt) – Executive Producer
- 2004: Der Untergang (Regie: Oliver Hirschbiegel)
- 2005: Der Fischer und seine Frau (Regie: Doris Dörrie) – Executive Producer
- 2005: Die weiße Massai (Regie: Hermine Huntgeburth) – Executive Producer
- 2006: Das Parfum – Die Geschichte eines Mörders (Regie: Tom Tykwer) – Executive Producer
- 2006: Hui Buh das Schlossgespenst (Regie: Sebastian Niemann) – Koproduzent
- 2006: D.O.A. – Dead or Alive (Regie: Corey Yuen) – Executive Producer
- 2006: Elementarteilchen (Regie: Oskar Roehler) – Executive Producer
- 2006: Schwere Jungs (Regie: Marcus H. Rosenmüller) – Koproduzent
- 2006: Der Räuber Hotzenplotz (Regie: Gernot Roll)
- 2007: Warum Männer nicht zuhören und Frauen schlecht einparken (Regie: Leander Haußmann) – Executive Producer
- 2007: Resident Evil: Extinction (Regie: Russel Mulcahy) – Executive Producer
- 2007: Pornorama oder die Bekenntnis der mannstollen Näherin Rita Brauchts (Regie: Marc Rothemund) – Executive Producer
- 2007: Herr Bello (Regie: Ben Verbong) – Executive Producer
- 2007: Neues vom Wixxer (Regie: Cyrill Boss, Philipp Stennert)
- 2007: Kein Bund fürs Leben (Regie: Granz Henman)
- 2008: Der Baader Meinhof Komplex (Regie: Uli Edel) – Executive Producer
- 2008: Im Winter ein Jahr (Regie: Caroline Link) – Produzent
- 2008: Die Welle (Regie: Dennis Gansel) – Koproduzent
- 2008: Anonyma – Eine Frau in Berlin (Regie: Max Färberböck) – Executive Producer
- 2008: Freche Mädchen (Regie: Ute Wieland) – Executive Producer
- 2008: Urmel voll in Fahrt (Regie: Reinhard Kloos, Holger Tappe) – Executive Producer
- 2009: Die Perlmutterfarbe (Regie: Marcus H. Rosenmüller) – Koproduzent
- 2009: Effi Briest (Regie: Hermine Huntgeburth) – Executive Producer
- 2009: Männersache (Regie: Gernot Roll, Mario Barth) – Executive Producer
- 2009: Vorstadtkrokodile (Regie: Christian Ditter) – Koproduzent
- 2009: Maria, ihm schmeckt’s nicht! (Regie: Nele Leana Vollmar) – Koproduzent
- 2009: Pandorum (Regie: Christian Alvart) – Executive Producer
- 2009: Die Päpstin (Regie: Sönke Wortmann) – Produzent
- 2009: Tannöd (Regie: Bettina Oberli) – Koproduzent
- 2009: Wickie und die starken Männer (Regie: Michael Bully Herbig) – Executive Producer
- 2009: Dinosaurier – Gegen uns seht ihr alt aus! (Regie: Leander Haußmann) – Executive Producer
- 2010: Zeiten ändern dich (Regie: Uli Edel) – Executive Producer
- 2010: Vorstadtkrokodile 2 (Regie: Christian Ditter) – Koproduzent
- 2010: Die Friseuse (Regie: Doris Dörrie) – Executive Producer
- 2010: Hier kommt Lola (Regie: Franziska Buch) – Koproduzent
- 2010: Tiger-Team – Der Berg der 1000 Drachen (Regie: Peter Gersina) – Executive Producer
- 2010: Freche Mädchen 2 (Regie: Ute Wieland) – Executive Producer
- 2010: Resident Evil: Afterlife 3D (Regie: Paul W.S. Anderson) – Executive Producer
- 2010: Willkommen im Süden (Regie: Luca Miniero) – Koproduzent
- 2010: Die Superbullen (Regie: Gernot Roll) – Executive Producer
- 2010: Konferenz der Tiere (Regie: Reinhard Kloos, Holger Trappe) – Executive Producer
- 2011: Francesco und der Papst (Dokumentation) (Regie: Ciro Cappellari) – Executive Producer
- 2011: Werner – Eiskalt! (Regie: Gernot Roll) – Executive Producer
- 2011: Die drei Musketiere (Regie: Paul W.S. Anderson) – Executive Producer
- 2011: Der Gott des Gemetzels (Regie: Roman Polanski) – Koproduzent
- 2011: Wickie auf großer Fahrt (Regie: Christian Ditter) – Executive Producer
- 2012: Blutzbrüdaz (Regie: Özgür Yildrim) – Executive Producer
- 2012: Glück (Regie: Doris Dörrie) – Executive Producer
- 2012: Türkisch für Anfänger (Regie: Bora Dagtekin) – Executive Producer
- 2012: Der Bernd (Dokumentation) (Regie: Carlos Gerstenhauer) – Produzent
- 2012: Das Hochzeitsvideo (Regie: Sönke Wortmann) – Executive Producer
- 2012: Resident Evil: Retribution (Regie: Paul W.S. Anderson) – Executive Producer
- 2012: Heiter bis wolkig (Regie: Marco Petry) – Executive Producer
- 2012: Agent Ranjid rettet die Welt (Regie: Michael Karen) – Koproduzent, Executive Producer
- 2013: Fünf Freunde 2 (Regie: Mike Marzuk) – Koproduzent
- 2013: Ostwind – Zusammen sind wir frei (Regie: Katja von Garnier) – Koproduzent
- 2013: Chroniken der Unterwelt – City of Bones (Regie: Harald Zwart) – Executive Producer
- 2013: 3096 Tage (Regie: Shery Horman) – Produzent
- 2013: Fack ju Göhte (Regie: Bora Dagtekin) – Executive Producer
- 2014: Tarzan 3D (Regie: Reinhard Kloos) – Executive Producer
- 2014: Pompeii 3D (Regie: Paul W.S. Anderson) – Executive Producer
- 2014: Fünf Freunde 3 (Regie: Mike Marzuk) – Koproduzent
- 2014: Irre sind männlich (Regie: Anno Saul) – Executive Producer
- 2014: Schoßgebete (Regie: Sönke Wortmann) – Executive Producer
- 2014: Love, Rosie – Für immer vielleicht (Regie: Christian Ditter) – Executive Producer
- 2014: Männerhort (Regie: Franziska Meyer Price) – Executive Producer
- 2015: Frau Müller muss weg! (Regie: Sönke Wortmann) – Executive Producer
- 2015: Fünf Freunde 4 (Regie: Mike Marzuk) – Koproduzent
- 2015: Ostwind 2 (Regie: Katja von Garnier) – Koproduzent
- 2015: Fack ju Göhte 2 (Regie: Bora Dagtekin) – Executive Producer
- 2015: Er ist wieder da (Regie: David Wnendt) – Executive Producer
- 2015: Bruder vor Luder (Regie: Heiko Lochmann und Thomas Lochmann, Co-Regie: Thomas Erhart) – Executive Producer
- 2016: Shadowhunters (TV, Regie: McG u. a.) – Produzent
- 2016: Gut zu Vögeln (Regie: Mira Thiel) – Executive Producer
- 2016: Verrückt nach Fixi (Regie: Mike Marzuk) – Koproduzent
- 2017: Resident Evil: The Final Chapter (Regie: Paul W.S. Anderson) – Executive Producer
- 2017: Timm Thaler oder das verkaufte Lachen (Regie: Andreas Dresen) – Executive Producer
- 2017: Tiger Girl (Regie: Jakob Lass) – Executive Producer
- 2017: Axolotl Overkill (Regie: Helene Hegemann) – Executive Producer
- 2017: Jugend ohne Gott (Regie: Alain Gsponer) – Executive Producer
- 2017: Ostwind – Aufbruch nach Ora (Regie: Katja von Garnier) – Koproduzent
- 2017: Tigermilch (Regie: Ute Wieland) – Executive Producer
- 2017: Das Pubertier – Der Film (Regie: Leander Haußmann) – Executive Producer
- 2017: Fack ju Göhte 3 (Regie: Bora Dagtekin) – Executive Producer
- 2017: Dieses bescheuerte Herz (Regie: Marc Rothemund) – Produzent
- 2018: Nur Gott kann mich richten (Regie: Özgur Yildrim) – Koproduzent
- 2018: Verpiss Dich, Schneewittchen (Regie: Cüneyt Kaya) – Executive Producer
- 2018: Asphaltgorillas (Regie: Detlev Buck) – Executive Producer
- 2018: Fünf Freunde und das Tal der Dinosaurier (Regie: Mike Marzuk) – Koproduzent
- 2018: Der Vorname (Regie: Sönke Wortmann) – Executive Producer
- 2019: Polar (Regie: Jonas Akerlund) – Executive Producer
- 2019: Ostwind – Aris Ankunft (Regie: Theresa von Eltz) – Koproduzent
- 2019: Der Fall Collini (Regie: Marco Kreuzpaintner) – Executive Producer
- 2019: Die drei !!! (Regie: Viviane Andereggen) – Koproduzent
- 2019: Eine ganz heiße Nummer 2.0 (Regie: Rainer Kaufmann) – Koproduzent
- 2020: Monster Hunter (Regie: Paul W. S. Anderson) – Produzent
- 2023: Sonne und Beton – ausführender Produzent
- 2023: Manta Manta – Zwoter Teil – Executive Producer
- 2024: Der Spitzname - Executive Producer
- 2024: Momo - Executive Producer
- 2024: Those about to Die - Executive Producer